# Pârâul Adânc, Avrig
Pârâul Adânc este un curs de apă, afluent al râului Avrig. 